# Thormod Kidde
 Der er for få eller ingen kildehenvisninger i denne artikel, hvilket er et problem. Du kan hjælpe ved at angive troværdige kilder til de påstande, som fremføres i artiklen.

Thormod Kidde (født 19. juli 1925 på Kratholm ved Fangel, død 19. februar 1996) var en dansk illustrator og grafiker. Han var gift med keramikeren Ragnhild Kidde. Far til tegneserietegneren, forfatteren og multikunstneren Rune T. Kidde.

## Opvækst og uddannelse
Thormod Kidde blev født 19. juli 1925 og døde 19. februar 1996. Han var søn af købmand og gårdejer Richard Nielsen og Dagny Christensen og voksede op på gården Kratholm i Bellingebro uden for Odense. Hans mor tegnede og malede i sin fritid, og allerede som 14-årig vidste han, at hans fremtidige løbebane skulle ligge inden for det felt.  
I 1942 begyndte han på Odense Tekniske Skole i Odense med Albert Elmstedt som lærer. Thormod Kidde var fra sine unge år under stærk påvirkning af den fynske maler Christian Pedersen-Bellinge, som han malede sammen med i egnen omkring sit barndomshjem. Fra perioden 1943 til 1950 stammer en lang række oliemalerier af natur og folkeliv i Bellinge. I 1948 blev uddannelsen på Teknisk Skole, Odense, suppleret med undervisning af maleren Peter Rostrup Bøyesen. 

## Statens Museum for Kunst, bladtegner
I 1948 gennemførte Kidde efter en periode som abstrakt maler et halvt års studier på egen hånd på Statens Museum for Kunst, og han begyndte samtidig som bladtegner for Århus Stiftstidendes søndagstillæg, en tilknytning, der fortsatte frem til 1970. En del af Thormod Kiddes avistegninger findes på Det Kongelige Biblioteks bladtegnersamling. Han tegnede også for Fyns Stiftstidene, Fyns Tidende, Aalborg Stiftstidende og Berlingske Tidende. 
I 1951 begyndte han på Kunstakademiets malerskole med Kræsten Iversen og Aksel Jørgensen som lærere, og selv om uddannelsen ikke blev fuldført, fik sidstnævnte afgørende betydning for hans videre kunstneriske udvikling. 1951-55 var han medlem af diverse fynske kunstnersammenslutninger som Germinalen, Diagonalen og Forårsudstillingen. 

## Ægteskab, debut som bogillustrator
I 1955 blev Thormod Kidde gift med sin grankusine, engelsk korrespondent og senere keramiker Ragnhild Kidde, kaldet Kit, (6. marts 1929 – 16. september 1997). De fik i 1957 sønnen Rune T. Kidde.
Thormod Kiddes første bogillustrationer findes allerede 1951 i Martin A. Hansens oversættelser Robert Burns' digte, men i 1956 illustrerede han Herman Madsens bog Romantik og Historie fra Danske Herregårde. Det blev den egentlige start på hans 40 år lange karriere som en af landets mest benyttede bogillustratorer med illustrationer og omslag til omkring 250 bøger. De fleste af Kiddes illustrationer blev lavet med kul, fyldepen eller som træ- eller linoleumssnit.  

## De store illustrationsopgaver
I 1962 flyttede Thormod og Ragnhild Kidde fra Kratholm til Klintholmvej 1 i Falsled på Sydvestfyn. Huset var stråtækt og delvist i bindingsværk. Kidde kalkede det rødt, og det kom også på andre måder hurtigt til at bære præg af hans kunstneriske skaberkraft: Blomsterdekorerede klædeskabe, et badekar bemalet med abstrakte ozianider, på garagevæggen et legemshøjt cementrelief af Susanna i badet.
En lang række store illustrationsopgaver fulgte, blandt andet Preben Ramløvs Danske Folkeeventyr, Selma Lagerlöfs Gösta Berlings Saga og Hans Povlsens Nordiske Myter og Sagn samt Græske og Nordiske Gudesagn, alle Gyldendal, 1963-65.
Den dybe indføling i Kiddes grafiske arbejder udtrykte sig i en fornem brug af lys og skygge. Som bogillustrator satte han sit eget jeg fuldstændig til side for at akkompagnere fortællingen og styrke formidlingen af teksten på en måde, der åbnede for læserens egen indlevelse. Blandt hovedværkerne fra tiden i Faldsled fulgte B.S. Ingemanns historiske romaner, 1966, Ernest Hemingways Hvem ringer klokkerne for?, 1969 og August Strindbergs Folkene på Hemsö, 1976. 

## Flytning til København, Kulturministeriets illustratorpris
I 1979 flyttede Thormod og Ragnhild til Nørre Søgade 9b i København. Køkkenvæggen blev omgående dekoreret med en svensk birkeskov, og fra denne periode stammer blandt meget andet illustrationer til Anna Sophie Seidelins genfortællinger af Det Gamle og Det Nye Testamente, 1981 og 1985, H.C. Andersen, Kun en spillemand, 1987 og Kejserens nye klæder, 1992 samt Rudyard Kiplings dyrefabler, 1989 til 1993. I 1987 modtog Thormod Kidde Kulturministeriets Illustratorpris. Anmeldere brugte over årene ord som indlevelse, præcision, djærvhed, intuition og sensitivitet om hans grafiske arbejder. Udtrykket er blevet kaldt fuldtonet, kontrastrigt, bevægeligt, elegant, virtuost, livsfyldt, dramatisk og smukt.   
I dag findes hans omkring 10.000 efterladte arbejder på Vejle Kunstmuseum og en mindre samling af tegninger og tryk på Fyns Kunstmuseum.